# Ramon Berenguer V de Provença

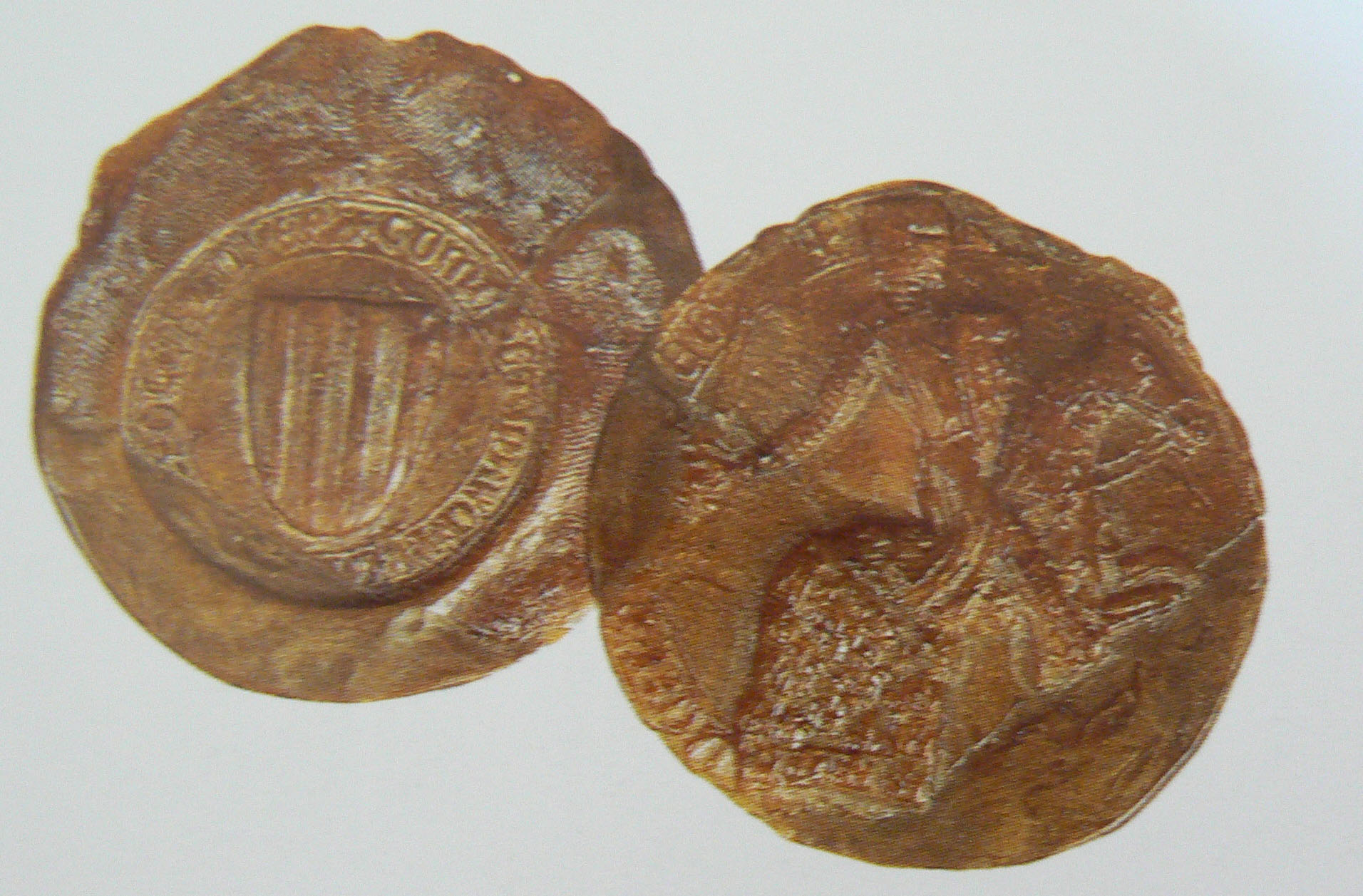
Segell de Ramon Berenguer V de Provença

Ramon Berenguer V (o IV) de Provença (Ais de Provença, 1196/1200 - 26 d'agost de 1245) fou comte de Provença i comte de Forcalquer (1209-1245).

## Orígens familiars
Fill del comte Alfons II de Provença i de Garsenda de Forcalquier, fou nomenat comte de Provença als nou anys, però no fou fins a l'any 1219 quan la seva mare li cedí els comtats de Forcalquier i de Provença.
Generalment se'l designa amb el numeral V però de vegades també amb el IV per la discrepància creada amb Ramon Berenguer II (o III) de Provença.
L'arribada de Lluís VIII de França amb el seu exèrcit el 1226 va permetre a Ramon Berenguer V abolir els consolats i les llibertats urbanes d'Avinyó i Tarascó, així com les de Grassa (1227) i Niça (1229). El 1243 aconseguí conquerir Marsella, en poder de Ramon VII de Tolosa.
Giovanni Villani va escriure sobre ell a la Nuova Cronica:
| « | El comte Raimon era un senyor de llinatge gentil, familiar de la casa d'Aragó i del comte de Tolosa, per herència la Provença, aquest costat del Roine, era seva; era un senyor savi i cortès, i d'estat noble i virtuós, i en el seu temps va fer actes honorables, i a la seva cort venien tots els gentils homes de Provença i de França i de Catalunya, per la seva cortesia i noble estat, i va fer moltes cobles i cançons provençals de gran valor. | » |

## Núpcies i descendents
El 5 de juny de 1219 es va casar amb Beatriu de Savoia, filla del comte Tomàs I de Savoia i de Beatriu Margarida de Ginebra. D'aquest matrimoni nasqueren: 
- l'infant Ramon de Provença, mort jove
- la infanta Margarida de Provença (1221-1295), casada el 1234 amb Lluís IX de França
- la infanta Elionor de Provença (1223-1292), casada el 1236 amb Enric III d'Anglaterra
- la infanta Sança de Provença (1225-1261), casada el 1243 amb Ricard de Cornualla, fill de Joan I d'Anglaterra i germà d'Enric III d'Anglaterra
- la infanta Beatriu I de Provença (1234-1267), comtessa de Provença, casada el 1246 amb Carles I d'Anjou

Amb el matrimoni de Beatriu I de Provença, Provença deixa de ser del casal de Barcelona per esdevenir de la dinastia d'Anjou. Ramon Berenguer V morí el 19 d'agost de 1245.